# Ivan Kolev (luchador)
Ivan Kolev (Chirpan, Bulgaria, 17 de abril de 1951) es un deportista búlgaro retirado especialista en lucha grecorromana donde llegó a ser medallista de bronce olímpico en Montreal 1976.

## Carrera deportiva
En los Juegos Olímpicos de 1976 celebrados en Montreal ganó la medalla de bronce en lucha grecorromana de pesos de hasta 82 kg, tras el yugoslavo Momir Petković (oro) y el soviético Vladimir Cheboksarov (plata).